# Călin Potor
Călin Potor (n. 12 noiembrie 1959, Alba Iulia, Alba, România) este un deputat român, ales în 2008 din partea Partidului Democrat Liberal și în 2012 din partea Partidului Național Liberal. 
În timpului celui de al doilea mandat a trecut la grupul parlamentar al Partidului Social Democrat.